# Synthesis (tijdschrift)
Synthesis is een wetenschappelijk tijdschrift met peer review, dat wordt uitgegeven door Thieme Chemistry. Het tijdschrift publiceert onderzoek uit de chemische synthese (zowel binnen de organische chemie, organometaalchemie, biochemie en fotochemie).
Synthesis werd opgericht in 1969. In 2014 bedroeg de impactfactor van het tijdschrift 2,689.